# Parque nacional de Diawling
El parque nacional de Diawling se encuentra en el suroeste de Mauritania, en torno al delta del río Senegal. Durante la temporada de lluvias, gran parte del parque se compone de grandes lagos. Es conocido por tener más de 220 especies de aves identificadas, incluyendo pelícanos, cigüeñas negras, y flamencos, y también por sus peces.
Diawling es parte de una Reserva de la Biosfera Transfronteriza, que es un sitio de anidación de aves muy importante debido a la combinación de agua dulce y salada en el delta del río Senegal. El parque también tiene una importante población de primates, jabalíes y burros salvajes.
Algunos de los peores tipos de malaria de la región se encuentran en esta área, debido a la construcción hace unos años de una represa en la zona. Algunas especies de plantas invasoras también han echado raíces aquí.